# Ульхувек (гмина)
Ульхувек (пол. Ulhówek) — сельская гмина (волость) в Польше, входит как административная единица в Томашувский повет (Люблинское воеводство), Люблинское воеводство. Население — 5300 человек (на 2004 год).

## Сельские округа
1. Будынин
2. Дембина
3. Дембина-Осада
4. Дыниска
5. Хубинек
6. Корчмин
7. Корчмин-Осада
8. Кшевица
9. Махнувек
10. Магдаленка
11. Осердув
12. Подлёдув
13. Рокитно
14. Жечица
15. Жеплин
16. Жеплин-Осада
17. Щепятын
18. Щепятын-Осада
19. Тарношин
20. Ульхувек
21. Васылюв
22. Васылюв-Вельки
23. Жерники

## Прочие поселения
1. Бочанувка
2. Хай
3. Конт
4. Конты
5. Колёня-Хубинек
6. Колёня-Жечица
7. Колёня-Жеплин
8. Колёня-Ульхувек
9. Колёня-Жерники
10. Кореа
11. Могила
12. Острув
13. Под-Бродем
14. Подлипы
15. Посадув
16. Пшимярки
17. Рехулювка
18. Рынек
19. Сидорувка
20. Сушек
21. Турына
22. Вандзин
23. Вулька
24. Выгон
25. Захаек

## Соседние гмины
1. Гмина Долхобычув
2. Гмина Ярчув
3. Гмина Любыча-Крулевска
4. Гмина Лащув
5. Гмина Телятын